# Michelle Sharon Valiente Amarilla
Michelle Sharon Valiente Amarilla (* 7. Mai 1998 in Fernando de la Mora) ist eine paraguayische Beachvolleyballspielerin.

## Karriere
Die Diagonalangreiferin startete 2012 in der Halle sowohl mit der U18– als auch mit der U20–Nationalmannschaft ihres Heimatlandes bei den Südamerikanischen Meisterschaften. Ein Jahr später erreichte sie im Sand bei der Continental Tour mit Adri Marti Rolon einen fünften Platz. Anschließend bildete sie ein Duo mit Pati Caballero, das beim kontinentalen Wettbewerb zweimal Neunter sowie Fünfter und Vierter wurde. Beim Grand Slam in Corrientes traten die beiden Paraguayerinnen erstmals bei einem Turnier der FIVB World Tour auf. Außerdem qualifizierten sie sich für die WM 2013 in Stare Jabłonki. Dort schieden sie allerdings nach drei Niederlagen in den Gruppenspielen nach der Vorrunde aus.
In den folgenden Spielzeiten war die im Großraum Asunción geborene Sportlerin mit drei verschiedenen Partnerinnen im Sand aktiv. Mit Gabriela Filippo spielte sie von 2014 bis 2016 zusammen, nahm an einigen Turnieren der FIVB World Tour teil, überstand die Gruppenphase der Weltmeisterschaft 2015 und scheiterte erst in der ersten Hauptrunde an der amtierenden Olympiasiegerin Kerri Walsh und der späteren Olympiasiegerin April Ross. Mit Pati, mit der sie bis einschließlich 2021 ein Beachpaar bildete, stand Michelle bei einigen Events der südamerikanischen Beachserie auf dem Podest, wurde Siebte bei den Panamerikanischen Spielen 2019 und war bei der WM in Hamburg dabei.
Mit Erika Bobadilla bestritt Valiente die meisten Wettbewerbe in der Zeit von 2014 bis 2024. Die beiden erreichten 2014 die Achtelfinale der Jugend-Olympiade sowie der Welttitelkämpfe der unter Neunzehnjährigen, standen bei mehreren Veranstaltungen ihres Heimatkontinents auf dem Podium, nahmen an der Weltmeisterschaft in Tlaxcala teil und gewannen 2023 die südamerikanischen Spiele.
Michelle Valiente und ihre derzeitige Partnerin Giuliana Poletti, mit der sie auch schon in früheren Jahren vereinzelt am Netz stand, siegten 2024 bei Events der Südamerikatour, belegten dem zweiten Platz beim Futures in Cervia und gewannen den gleichwertigen Wettbewerb in Battipaglia. Ihr bis zu diesem Zeitpunkt größter Erfolg gelang ihnen jedoch, als sie im Juni des Jahres das CSV Continental Cup Final gemeinsam mit Fiorella Quintana und Erika für sich entscheiden konnten und sich und ihrem Land damit einen Startplatz bei den Olympischen Spielen sicherten. In Paris gelang Poletti / Michelle ein Satzgewinn in der Gruppenphase.